# بطولة باوليستا 1997
بطولة باوليستا 1997 هو موسم من بطولة باوليستا. كان عدد الأندية المشاركة فيه 16، وفاز فيه نادي كورينثيانز. كان ريكاردو لوكاس (دودو) هدّاف الموسم برصيد 19 هدفًا.